# Troy Denning

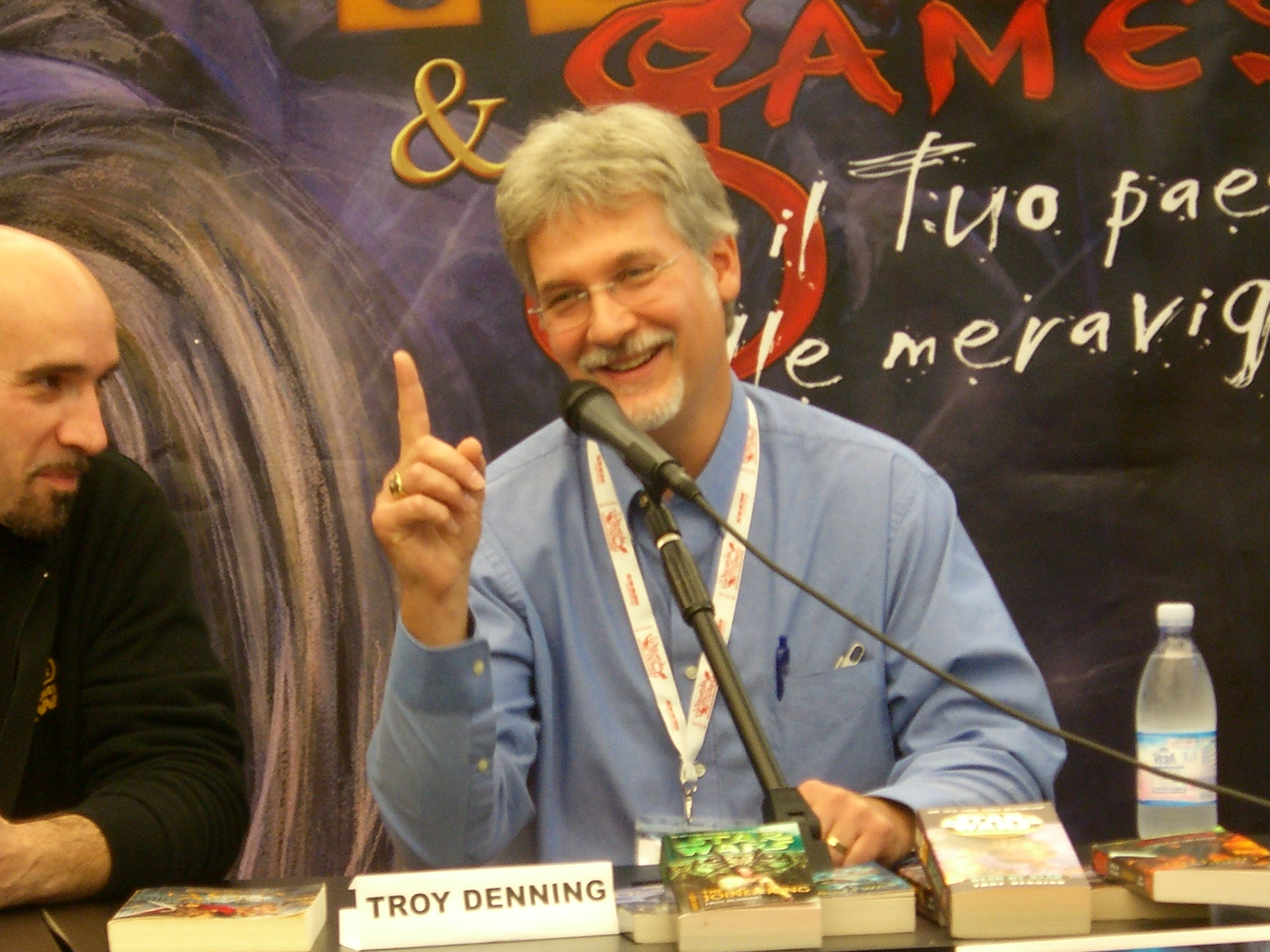
Troy Denning bei der Lucca Games, der führenden italienischen Spiele- und Fantasy-Show

Troy Denning (* 1958) ist ein US-amerikanischer Autor, der vor allem durch seine Werke zu den Vergessenen Reichen (engl. Forgotten Realms) und Star Wars bekannt geworden ist. Er war früher als Spiele-Entwickler tätig und ist mit Andria Hayday verheiratet, der er sein Buch Das Ultimatum widmete. Er praktiziert mehrere Kampfsportarten und arbeitete schon unter dem Pseudonym Richard Awlison. Denning lebt in Wisconsin.

## Bibliografie

### Combat Command
- The Omega Rebellion: In the world of Keith Laumer’s Star Colony, 1987 (mit Keith Laumer)
- Dorsai’s Command: In the World of Gordon R. Dickson’s Dorsai, 1989 (mit Cory Glaberson)

### Dark Sun - Prism Pentad (dt. Unter der Dunklen Sonne)
- Die Gladiatoren von Tyr, 1993, ISBN 3-442-24573-7, The Verdant Passage, 1991
- Der Speer der Rache, 1993, ISBN 3-442-24574-5, The Verdant Passage, 1991
- Die scharlachrote Legion, 1993, ISBN 3-442-24575-3, The Crimson Legion, 1992
- Das Buch der Könige, 1993, ISBN 3-442-24576-1, The Crimson Legion, 1992
- Der Drache von Athas, 1993, ISBN 3-442-24578-8, The Amber Enchantress, 1992
- Die vergessene Zitadelle, 1994, ISBN 3-442-24579-6, The Amber Enchantress, 1992
- The Obsidian Oracle, 1993
- The Cerulean Storm, 1993

### Forgotten Realms
- Die Avatar-Chronik
  - Shadowdale, 1989 (als Richard Awlinson)
  - Tiefwasser, 2006, Waterdeep, 1989 (als Richard Awlinson)
  - Die Feuerprobe, 2006, Crucible: The Trial of Cyric the Mad, 1988
- Empires
  - Dragonwall, 1990
- Harpers
  - The Parched Sea, 1991
  - The Veiled Dragon, 1996
- Twilight Giants
  - The Ogre’s Pact, 1994
  - The Giant Among Us, 1994
  - The Titan of Twilight, 1994
- Lost Empires
  - Faces of Deception, 1998
- Cormyr
  - Dunkle Fänge, 2007, Cormyr: A Novel, 1994 (nur der Vollständigkeit halber, geschrieben haben es Ed Greenwood & Jeff Grubb)
  - Jenseits der Berge, 2008, Beyond the High Road, 1999
  - Die Ritter des Purpurdrachen, 2009, Death of the Dragon, 2000 (mit Ed Greenwood)
- Die Rückkehr der Erzmagier - Return of the Archwizards
  - Der Ruf, 2005, ISBN 3-937255-38-9, The Summoning, 2001
  - Die Belagerung, 2005, ISBN 3-937255-49-4, The Siege, 2001
  - Der Hexenmeister, 2005, ISBN 3-937255-56-7, Sorcerer, 2001

### Halo
- Halo: Das letzte Licht, 2016, ISBN 978-3-8332-3357-9, Halo: Last Light, 2015
- Halo: Stiller Sturm – Ein Master-Chief-Roman, 2022, ISBN 978-3-8332-4265-6, Halo: Silent Storm – A Master Chief Story, 2018
- Halo: Oblivion – Ein Master-Chief-Roman, 2023, ISBN 978-3-8332-4343-1, Halo: Oblivion – A Master Chief Story, 2019
- Halo: Shadows of Reach – Ein Master-Chief-Roman, 2023, ISBN 978-3-8332-4415-5, Halo: Shadows of Reach – A Master Chief Story, 2020

### Star Wars
- New Jedi Order
  - Das Ultimatum, 2007, ISBN 3-442-24342-4, Star by Star, 2001
  - Recovery, 2001
- Star Wars
  - A Forest Apart, 2003
  - Der Geist von Tatooine, 2011, ISBN 3-442-26842-7, Tatooine Ghost, 2003
- Dunkles Nest
  - Die Königsdrohne, 2008, ISBN 3-442-24491-9, The Joiner King, 2005
  - Die verborgene Königin, 2008, ISBN 3-442-26567-3, The Unseen Queen, 2005
  - Der Schwarmkrieg, 2008, ISBN 3-442-26568-1, The Swarm War, 2005
- Wächter der Macht - Legacy of the Force
  - Sturmfront, 2009, ISBN 3-442-26624-6, Tempest, 2006
  - Inferno, 2009, ISBN 3-442-26598-3, Inferno, 2007
  - Sieg, 2010, ISBN 3-442-26685-8, Invincible, 2008
- Das Verhängnis der Jedi-Ritter - Fate of the Jedi
  - Abgrund (Band 3), 2010, ISBN 3-442-26677-7, Abyss, 2009
  - Im Vortex (Band 6), 2011, ISBN 3-442-26680-7, Vortex, 2010
  - Apokalypse  (Band 9), 2013, Apocalypse, 2012
- West End Games
  - Galaxy Guide 4: Alien Races
  - Scoundrel's Luck
  - Jedi's Honor
- Sonstige
  - Cosmos Cubed, 1988
  - Ragnarok and Roll, 1988
  - Freedom, 1992
  - The Oath of Stonekeep, 1999
  - A Forest Apart  Erschienen in Tatooine Ghost
  - Genesung  Erschienen in Das Ultimatum
- Feuerprobe, 2014, Crucible, 2013